# Georg Christoph Bach
Georg Christoph Bach (* 6. September 1642 in Erfurt; † 27. April 1697 in Schweinfurt) war ein deutscher Komponist aus der Familie Bach. Er war ein Onkel von Johann Sebastian Bach.

## Leben
Georg Christoph Bach besuchte das Casimirianum Coburg und später die Universität Leipzig. 1668 wurde er Kantor an der Bartholomäuskirche in Themar und dort dann auch Organist, wohl ab 1679. Ab 1688 wirkte er an der Kirche St. Johannis in Schweinfurt, wo bereits sein Onkel Johann Bach das Organistenamt zeitweilig innehatte.

## Werke
Sein im altbachischen Archiv überliefertes Vokalstück Siehe, wie fein und lieblich ist es wurde vom Komponisten an seinem 47. Geburtstag anlässlich eines Besuchs seiner Brüder Johann Ambrosius Bach und Johann Christoph Bach der Ältere komponiert.
Einige wenige weitere Werke sind bekannt, noch weniger überliefert.